# Menes (Soldat)
Menes (altgriechisch Μένης; gestorben nach 331 v. Chr.), Sohn des Dionysios aus Pella, war ein Soldat des makedonischen Königs Alexanders des Großen.
Er wurde 333 v. Chr. während des Asienfeldzuges in die Reihen der Leibwächter des Königs (somatophylakes) aufgenommen als Ersatz für Balakros. Im Jahr 331 v. Chr. wurde Menes in Susa zum hyparchos der Provinzen Phönikien, Syrien und Kilikien ernannt, womit eine Oberaufsicht über die Zivil- und Finanzverwaltung in diesen Provinzen verbunden war. Dazu erhielt er vom König 3000 Talente ausgehändigt, mit dem Auftrag, diese dem Regenten Makedoniens, Antipatros, zukommen zu lassen, als finanzielle Unterstützung für dessen Kampf gegen die Spartaner (Mäusekrieg). Ebenso sollte er den Schiffstransport mehrerer Veteranen nach Makedonien organisieren.
Sein Posten unter den Leibwächtern wurde danach an Perdikkas vergeben.